# David Armin-Parcells
David Armin-Parcells, född 10 februari 1972 i Montreal, Quebec, är en kanadensisk före detta skådespelare. Han är mest känd för rollen som Claude Tanner i Degrassi High. 

## Degrassi High
Claude Tanner var tillsammans med Caitlin Ryan, spelad av Stacie Mistysyn, och ville att de skulle vandalisera en vapenanläggning. En säkerhetsvakt grep Caitlin, men Claude sjappade därifrån. Detta fick till följd att deras förhållande tog slut och hon avvisade honom sedan flera gånger då han försökte försonas. Caitlins otillgängliga attityd och Claudes föräldrars skilsmässa gör honom med tiden alltmer deprimerad. I avsnittet "Showtime (part 1)" förbereder skolan en talangtävling och auditionerna är i full gång. Claude framför en dikt han skrivit själv: 
| ” | Autumn leaves, dying leaves. Season of death When winds blow cold, thoughts of death creep in as I sleep I dream I'm in a coffin, safe from the life I don't want to live I am not afraid Soothing, black, and warm. Soothing, black, and warm Safe from the pain, and safe from the fools Safe, soothing, black | „ |

Claude blir avbruten och får veta att hans bidrag inte passar i tävlingen. Dagen därpå tar han med sig en pistol till skolan. Han söker upp Caitlin och ger henne en vit ros, som hon inte vill ta emot. Senare går Claude in i killarnas toalettrum och begår självmord genom att skjuta sig i huvudet.

## Filmografi i urval
| År        | Filmtitel     | Roll          |
| --------- | ------------- | ------------- |
| 1989–1991 | Degrassi High | Claude Tanner |

### Webbkällor
- David Armin-Parcells på Internet Movie Database (engelska)